# پاسکال فابر
پاسکال فابر (فرانسوی: Pascal Fabre‎؛ زادهٔ ۹ ژانویهٔ ۱۹۶۰ در لیون) رانندهٔ سابق مسابقات اتومبیل‌رانی اهل فرانسه است که در فصل ۱۹۸۷ در مجموع در چهارده گراند پری از مسابقات جهانی فرمول یک شرکت کرد، اما موفق به کسب هیچ امتیازی نشد.